# Little River Band
Little River Band est un groupe australien de musique country-pop, formé en 1975 à Melbourne par Beeb Birtles, Graham Goble, Glenn Shorrock, Roger MacLachlan, Derek Pellicci et Rick Formosa.

## Membres

### Actuels
- Wayne Nelson – basse, chant (1980–96, 1999–present)
- Chris Marion – claviers, chant (2004–present)
- Ryan Ricks – batterie, chant (2012–present)
- Colin Whinnery – guitare, chant (2018–present)
- Bruce Wallace – guitare, chant (2022–present)

### Anciens membres
- Graeham Goble – guitare, chant (1975–92)
- Glenn Shorrock – chant (1975–82, 1987–96)
- Beeb Birtles – guitare, chant (1975–83)
- Derek Pellicci – batterie (1975–84, 1987–98)
- Graham Davidge – guitare principale (1975)
- Dave Orams – basse (1975)
- Ric Formosa – guitare, chant (1975–76)
- Roger McLachlan – basse (1975–76, 1998–99)
- David Briggs (musicien) – guitare (1976–81)
- George McArdle – basse (1976–79)
- Geoff Cox – batterie (1978)
- Mal Logan – claviers (1978–82)
- Barry Sullivan – basse (1979–80; mort en 2003)[2]
- Stephen Housden – guitare (1981–2006)
- John Farnham – chant (1982–86)
- David Hirschfelder – claviers, synthétiseurs, chœur (1983–86)
- Steve Prestwich – batterie (1984–86 ; mort en 2011)[3]
- Malcolm Wakeford – batterie (1986)
- James Roche – claviers (1988–89)
- Peter Beckett – guitare, chant (1989–97)
- Tony Sciuto – claviers, guitare, chant (1990–92, 1993–97)
- Richard Bryant – claviers, chœur (1992–93)
- Steve Wade – chant, guitare (1996–2000)
- Hal Tupea – basse (1996–97)
- Kevin Murphy – batterie, chant (1998–2004)
- Paul Gildea – guitare, chant (1998–2000)
- Adrian Scott – claviers, chant (1998–99)
- Glenn Reither – claviers, saxophone, chœur (1999–2004)
- Greg Hind - chant, guitare (2000–18)
- Kip Raines – batterie (2004–05)
- Billy Thomas – batterie (2005–07)
- Rich Herring – guitare, chant (2006–22)
- Mel Watts – batterie (2007–12)

## Discographie

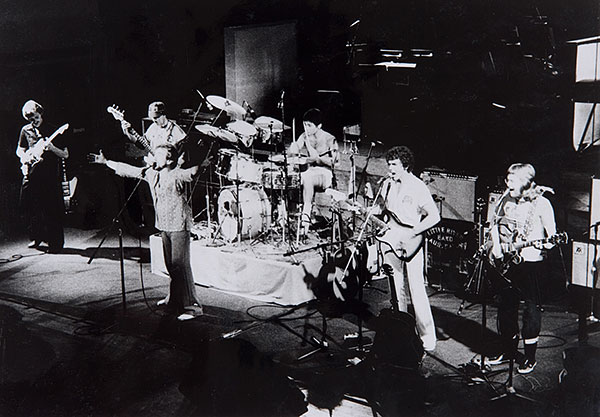
Little River Band sur scène en concert en 1977. De gauche à droite : Briggs, McArdle, Shorrock, Pellicci, Birtles and Goble.

- Little River Band (1975)
- After Hours (1976)
- Diamantina Cocktail (1977)
- Sleeper Catcher (1978)
- First Under the Wire (1979)
- Time Exposure (1981)
- The Net (1983)
- Playing to Win (1985)
- No Reins (1986)
- Monsoon (1988)
- Get Lucky (1990)
- Where We Started From (2000)
- Test of Time (2004)
- We Call It Christmas (2007)
- Cuts Like a Diamond (2013)